# Hypenopsis insciens
Hypenopsis insciens är en fjärilsart som beskrevs av Paul Dognin 1914. Hypenopsis insciens ingår i släktet Hypenopsis och familjen nattflyn. Inga underarter finns listade i Catalogue of Life.